# Selzach
Selzach (toponimo tedesco) è un comune svizzero di 3 301 abitanti del Canton Soletta, nel distretto di Lebern.

## Infrastrutture e trasporti
Selzach è servita dall'omonima stazione sulla ferrovia Losanna-Olten.